# 克里斯蒂娜·布勒林-施普雷埃
克里斯蒂娜·布勒林-施普雷埃（德語：Kristina Bröring-Sprehe，1986年10月28日—），德国女子马术运动员。她曾代表德国参加2012年和2016年夏季奥林匹克运动会马术比赛，获得一枚金牌、一枚银牌和一枚铜牌。